# Pater familias
Pater familias (с лат. — «отец семейства») — глава патриархальной семьи.
В Древнем Риме pater familias первоначально имел одинаковую власть (manus) над женой, детьми, рабами, вещами, — всех их он мог истребовать с помощью виндикационного иска. Затем эта власть дифференцировалась и получила разные наименования: manus mariti (над женой), patria potestas (над детьми) и т. д. Главу дома также называли квиритом (термин, производимый многими исследователями от др.-греч. κῦρος (власть), то есть власть имущий).
Изначально власть отца семейства была безгранична, а остальные члены семьи были полностью бесправны, но затем римское право стало признавать их права. Ослабление власти отца семейства было следствием изменения римского семейного права, развития торговли, предполагавших определённую самостоятельность взрослых членов семьи.